# Pop Mart
Pop Mart est une société de jouets chinoise. L'entreprise est connue pour vendre des jouets de collection, souvent dans un format « boîte aveugle »,. Elle propose des figurines et jouets de son propre design, tels que Labubu, Pucky, Molly, Skullpanda et d'autres, et parfois en partenariat avec d'autres marques de plus grande notoriété, telles que Disney ou Harry Potter,. L'entreprise est basée à Pékin.
Environ la moitié de ses ventes sont réalisées dans des points de vente physiques, le reste étant accompli en ligne. L'entreprise exploite également une application de médias sociaux et d'échange de jouets dans le cadre de sa stratégie marketing. Ses jouets sont connus pour être vendus aux collectionneurs sur le marché de l'occasion ; les sociétés de  capital-risque sont connues pour investir dans ses produits d'occasion.

## Histoire
La société a été fondée en Chine en 2010 par Wang Ning à ses 38 ans,. Au fil du temps, le nombre de points de vente et de distributeurs automatiques dans ce pays s'est élevé à 288. Le succès de son format « boîte aveugle » a conduit à une cotation de 676 millions de dollars US à la Bourse de Hong Kong en 2020, lui donnant une capitalisation boursière de 7 milliards de dollars à l'époque, et doublant la valeur de ses actions après le premier jour d'introduction en bourse. Cependant, la croissance de ses revenus a ralenti et ses actions ont chuté en dessous du prix de l'offre.
L'entreprise a ensuite étendu sa stratégie de croissance au-delà des marchés de Chine continentale, le Financial Times faisant état de projets d'ouverture de 40 à 50 points de vente à l'étranger en 2022. Elle s'est d'abord étendue aux États-Unis, à la Nouvelle-Zélande, à l'Australie, à la Corée du Sud et à Taïwan, puis au Royaume-Uni et en France en 2022. En 2023, elle est parvenue jusqu'à la Malaisie. En 2024, elle a ouvert son magasin aux Philippines. Certains analystes financiers ont exprimé leur scepticisme quant à la capacité de l'entreprise à s'étendre en Occident, tandis que les dirigeants de l'entreprise ont décrit le développement de ce marché en croissance comme « l'axe de développement le plus important » de l'entreprise ; et ont fait valoir que l'offre de produits de l'entreprise se différenciait des marchés occidentaux existants.
Le succès de l'entreprise a donné naissance à de nombreuses sociétés de jouets imitant les boîtes aveugles en Chine.

## Marketing
La stratégie marketing initiale de la marque s'est engagée sur les tendances de la culture des jeunes en Chine, en vendant des jouets à des prix compris entre 29 et 89 yuans.
Actuellement, elle repose principalement sur les réseaux sociaux et des influenceurs. Les succès viraux de ses figurines ont grandement contribué à donner une image plus attractive de la Chine auprès des jeunes occidentaux : TikTok héberge plus de 1,7 million de vidéos autour Labubu et ce réseau social est devenu un vecteur important de diffusion des tendances venues de Chine. L'influence de célébrités se mettant en avant avec des figurines Pop Mart a également eu un fort impact. On peut citer Rihanna, Dua Lipa, Kim Kardashian, et la chanteuse Lisa, membre du groupe féminin sud-coréen Blackpink qui disait : « I go Pop Mart everywhere ». L'une de leurs séries de produits, The Monster Series, comportant Labubu et Zimomo, a gagné en popularité en 2024 après que Lisa ait téléchargé une photo d'elle avec la poupée sur son compte Instagram
Le Financial Times a décrit l'entreprise comme ayant « élevé l'achat de jouets au rang d'acte de connaisseur à la mode parmi les jeunes consommateurs aisés de Chine », et comme ayant été « créditée d'avoir créé le marché des jouets dits de créateurs ».

## Produits
En Chine, les jouets sont vendus généralement entre 59 et 69 RMB chacun, dans un format « boîte aveugle » qui est crédité de « susciter des achats répétés de la part de clients cherchant à sécuriser les objets de collection les plus rares »,. Ses clients en Chine sont généralement des adolescents et des jeunes adultes aisés.
L'entreprise travaille avec des artistes pour développer ses personnages. En 2021, elle a sorti une collection sur le thème de l'artiste américain Keith Haring et a collaboré avec Moncler.

### Boîtes aveugles
Pop Mart a connu une croissance et une expansion grâce à ses boîtes aveugles. Des recherches ont montré que la rareté entraîne une concurrence accrue ; l'aspect « aveugle » des produits les plus populaires de Pop Mart crée un environnement de « rareté artificielle » qui, selon les chercheurs, contribue au succès mondial de l'entreprise. En 2023, Pop Mart révélait déjà avoir réalisé 165 millions de dollars de bénéfices nets, les principaux revenus provenant des boîtes aveugles de personnages populaires. Les chercheurs ont attribué le succès des boîtes à des facteurs psychologiques tels que la « mentalité de troupeau » et la « mentalité de joueur ». Ce succès soudain est également attribué au fait que la majorité des consommateurs sont des jeunes de la génération Z : les chercheurs spéculent qu'ils sont plus attachées aux objets matériels et, par conséquent, constituent la cible démographique des boîtes aveugles.

### Artistes et personnages
Voici la liste des artistes et personnages mis en avant par l'entreprise. Les artistes sont ici répertoriés dans l'ordre dans lequel ils sont présentés sur le site Web de Pop Mart :
| Artiste          | Personnage ou produit | Basé à                               |
| ---------------- | --------------------- | ------------------------------------ |
| Coolrain & Labo  | Coolabo               | Corée du Sud                         |
| Langue           | HIRONO                | Pékin (Chine)                        |
| Xiong Miao       | SKULLPANDA            | Chine continentale                   |
| Ayan Deng        | DIMOO                 | Chine continentale                   |
| Kenny Wong       | MOLLY                 | Hong Kong (Chine)                    |
| Philippe Colbert | LOBSTER LAND          | Londres (Angleterre)                 |
| Deux nuages      | AZURA                 | N / A                                |
| Pucky            | PUCKY                 | Hong Kong (Chine)                    |
| Seulgie Lee      | SATYRE RORY           | Corée du Sud                         |
| Ohkubo Hiroto    | INSTINCTOY            | Japon                                |
| Kasing Lung      | The Monsters          | Belgique                             |
| Yoyo Yeung       | YOKI                  | Londres (Angleterre)                 |
| Cadre Libby      | Peach Riot            | Los Angeles, Californie (États-Unis) |
| Molly            | CRYBABY               | Hong Kong                            |

## Diffusion

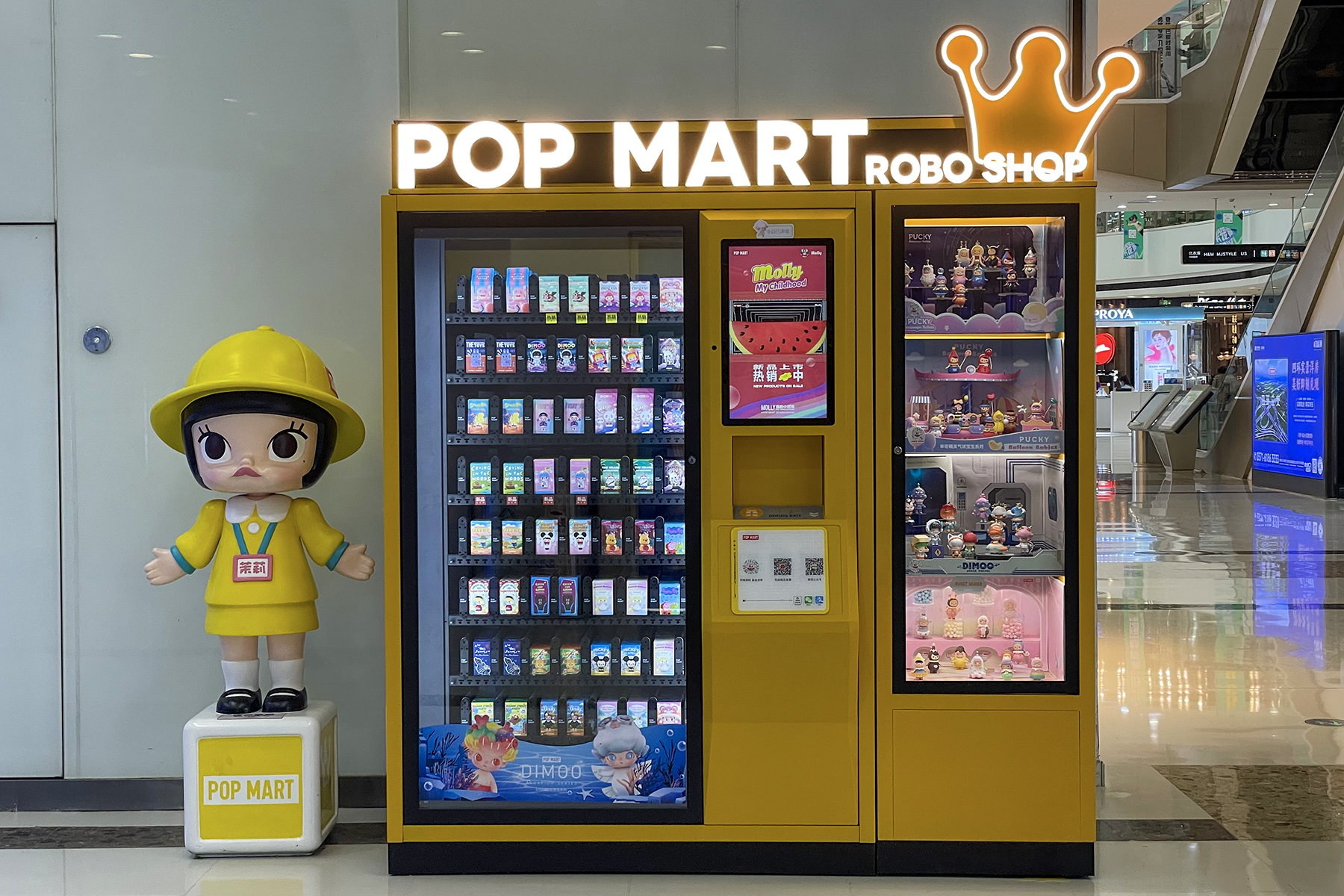
Distributeur automatique à Zhengzhou Huiji Wanda Plaza.

### Points de vente
L'entreprise possède à la fois des points de vente avec personnel et également des distributeurs automatiques appelés « roboshops »,. On compte en juin 2025 plus de 2300 distributeurs et 50 boutiques dans 30 régions et pays différents.
En France Pop Mart possède un siège social à Paris et sont répertoriés 7 points de vente.

### Applications

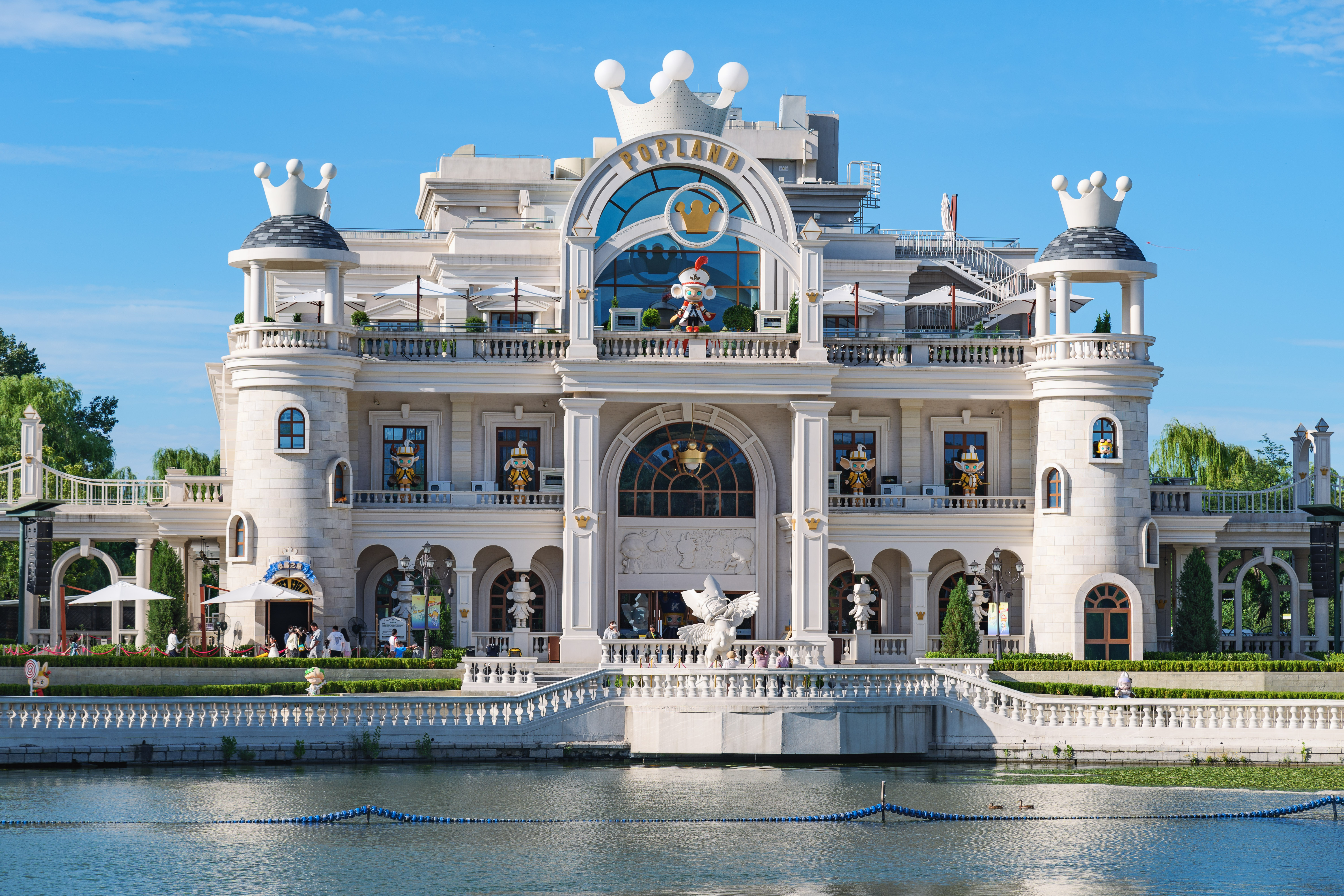
Bâtiment du Pop Land.

L'entreprise a lancé des applications de médias sociaux comme moyen de promouvoir ses produits. En décembre 2021, elle a lancé « Pop Mart Global » aux États-Unis.

### Parc à thème
En septembre 2023 a été ouvert à Pékin le parc à thème Pop Land, de 40 000 m2.

## Controverse
Ces derniers temps, l'entreprise a été de plus en plus réglementée ; en Chine, elle a subi des pressions réglementaires nationales après que les régulateurs ont interdit la vente de boîtes mystères aux enfants de moins de huit ans ; et ont exigé le consentement du tuteur pour les enfants plus âgés. À Singapour, le ministère de l'Intérieur a proposé une limite de prix de 100 S$ pour les boîtes mystères.